# Forêts humides du Napo (Global 200)
Les forêts humides du Napo forment une région écologique d'Amérique du Sud identifiée par le Fonds mondial pour la nature (WWF) comme faisant partie de la liste « Global 200 », c'est-à-dire considérée comme exceptionnelle au niveau biologique et prioritaire en matière de conservation. Elle regroupe deux écorégions terrestres de la forêt amazonienne occidentale :
- les forêts humides du Napo
- les forêts humides de l'Ucayali